# Star East Pet
Star East Pet Brașov este o companie producătoare de preforme care ulterior sunt transformate în recipiente PET
pentru industria bunurilor de larg consum (apă minerală, sucuri, bere, ulei etc).
Star East Pet este unul dintre principalii jucători pe această piață, alături de Pet Star Holding din Ialomița și Amraz România.
Cifra de afaceri în 2012: 25 milioane euro 